# لوا کوبلینا
لوا کوبلینا (لتونیایی: Ieva Kubliņa؛ زادهٔ ۸ ژوئیهٔ ۱۹۸۲) بازیکن بسکتبال زن اهل لتونی بود. وی در بازی‌های المپیک تابستانی ۲۰۰۸ شرکت کرده‌است.